# Sofia, Madagaskar
Sofia är en region i Madagaskar. Den ligger i den norra delen av landet, 400 km norr om huvudstaden Antananarivo. Antalet invånare är 940 800. Arean är 50 100 kvadratkilometer.
Sofia delas in i:
- Antsohihy
- Befandriana Avaratra
- Mandritsara
- Bealanana

Följande samhällen finns i Sofia:
- Antsohihy
- Bealanana
- Antsirabe Afovoany